# Nationalité monégasque
La nationalité monégasque lie les personnes physiques ou morales qui la détiennent à tous les droits et prérogatives attachés à cette nationalité. Pour les personnes physiques, elle s'acquiert par la filiation, le mariage, l'adoption, la naturalisation ou la réintégration.
Le fait d'être né à Monaco, où le droit du sol n'existe pas, ne donne pas automatiquement droit à la nationalité monégasque. Seuls les enfants nés à Monaco de parents inconnus deviennent monégasques du seul fait de leur naissance sur son territoire.

## Acquisition
Liée à des conditions telles que la filiation, le mariage, la naturalisation ou la réintégration, l’acquisition de la nationalité monégasque est un privilège difficile à obtenir. D'importants avantages sont réservés à ses détenteurs, comme par exemple certaines aides sociales d'État, l'accès à des logements publics à des tarifs significativement plus faibles que ceux pratiqués sur le marché libre, la priorité d'accès aux emplois locaux et, comme pour les simples résidents, une fiscalité dite « douce » pour les personnes physiques qui se caractérise par l’absence de tout impôt sur le revenu. Il n’existe à Monaco ni taxe foncière, ni impôt sur la fortune, ni taxe d’habitation. Le seul impôt direct est l’impôt sur les bénéfices des activités commerciales et industrielles. Tous les possesseurs de la nationalité monégasque sont inscrits dans un registre, le sommier.
Les citoyens de la principauté sont principalement issus de vieilles familles du Rocher. Ils sont présents en minorité sur le territoire de Monaco et ne correspondent qu'à environ un quart de la population. En 2023, la principauté comptait 29 188 résidents étrangers et seulement 9 179 Monégasques. Les restrictions des règles d'accession et de transmission de la nationalité existantes dans la principauté ont pour but d'éviter que le nombre de citoyens monégasques soit plus important que ce que le territoire est en mesure d'héberger du fait de sa petite superficie et que les droits à l’aide de l’État en cas d’indigence, de chômage, de maladie, d’invalidité, de vieillesse, de maternité, de logement et d’éducation ne soient plus garantis pour tous,. 
Le fait d'être né sur le territoire de la principauté ne donne pas automatiquement droit à la nationalité monégasque. Le droit du sol n'y est pas reconnu et le rôle attribué à la filiation (maternelle, paternelle, ou adoptive) dans la transmission de la nationalité est prépondérant. Seuls les enfants nés à Monaco de parents inconnus deviennent monégasques du seul fait de leur naissance sur le territoire.
À noter aussi que la nationalité monégasque permet de résider en France sans visa.

## Perte
Un Monégasque perd sa nationalité s'il y renonce ou quand il acquiert une nationalité étrangère. Excepté certains cas liés au mariage, Monaco ne reconnaît pas la double nationalité. La nationalité est perdue s'il prend volontairement du service dans une armée étrangère sans autorisation du gouvernement :

### Réintégration
Une personne ayant perdu la nationalité monégasque peut la recouvrer si sa demande adressée au prince de Monaco est acceptée.

## Exception pour la double nationalité
Depuis la loi du 19 décembre 2011, la double nationalité est possible dans le cas suivant : après dix ans de mariage avec un/une Monégasque, un conjoint étranger peut, par déclaration et sous certaines conditions, obtenir la nationalité monégasque. Dans ce cas, il est imposé au demandeur de s'engager à conserver sa nationalité d'origine car, en cas de divorce, il ne pourra pas transmettre la nationalité monégasque à ses enfants. Garder la double nationalité évitera ainsi de créer des enfants apatrides. C’est le seul cas de figure où la double nationalité est factuelle.